# Löpten
Der Ort Löpten mit etwa 26,13 km² und 350 Einwohnern (2012) ist Teil der Gemeinde Groß Köris im Landkreis Dahme-Spreewald in Brandenburg.

## Geographische Lage
Der Gemeindeteil liegt südöstlich des Zentrums und dort südlich des Ortsteils Klein Köris. Nordöstlich liegt der Wohnplatz Neubrück. Es folgen im Uhrzeigersinn der Ortsteil Hermsdorf der Gemeinde Münchehofe, Märkisch Buchholz und Halbe im Süden und – durch die Bundesautobahn 13 voneinander räumlich getrennt – die Stadt Teupitz. Durch die Gemarkung führt im östlichen Teil in Nord-Süd-Richtung die Bundesstraße 179. Zu Löpten gehören die Wohnplätze Forsthaus Löpten, Hammer, Löpten-Nord und Löpten-Süd. Im Norden grenzt das Flächennaturdenkmal Siebsluch an Löpten.

## Geschichte und Etymologie

### Frühzeit bis 17. Jahrhundert
Historiker gehen davon aus, dass der Ort ursprünglich als slawische Siedlung im 3. oder 4. Jahrhundert angelegt wurde. Sie begründen dies mit der einstigen Lage am Wasser sowie der Hufeisenform der historischen Gebäude. Erste Siedlungsspuren sind aus dem 14. Jahrhundert nachgewiesen. Das Gebiet wurde 1353 von den Rittern der Schenken von Landsberg als Lehen übernommen. 1546 wurde der Ort als lupten erstmals urkundlich erwähnt. Die Bedeutung des Namens ist umstritten. Eine Erklärung bezieht sich auf das altsorbische Wort Lubtin, der auf den Personennamen Lubta zurückzuführen ist. Ob ein Bewohner dieses Namens den Ort gründete, ist jedoch bislang nicht bekannt. 1572 erfolgte die Erwähnung als Loptem und 1608 als Lepten. Im Jahr 1624 ist aus dem Teupitzer Schloßkataster bekannt, dass im Ort ein Schultheiß lebte, der 11 Hufner im Auftrag derer von Landsberg betreute. Sie bewirtschafteten 12 Hufe Land. Daneben existierten zwei Kötter, ein Pachtschäfer sowie ein Hirte. Der Schulze gab einen Taler und 18 Groschen Abgaben, die Kötter 12 Groschen, der Schäfer und der Hirte je einen Gulden. Wie viele andere Orte auch war Löpten vom Dreißigjährigen Krieg stark betroffen und fiel annähernd wüst. Im Jahr 1649 übernahmen der Ratsverwandter Ideler aus Cölln, eine Frau Schillung und Schaums Erben wiederverkaufsweise den Ort. Später übergaben sie ihn an Frau von Burgsdorf (eine geborene von Löben), anschließend an einen Herrn Friese. 1652 lebten gerade noch einmal zwei Bauern im Ort.

### 18. Jahrhundert

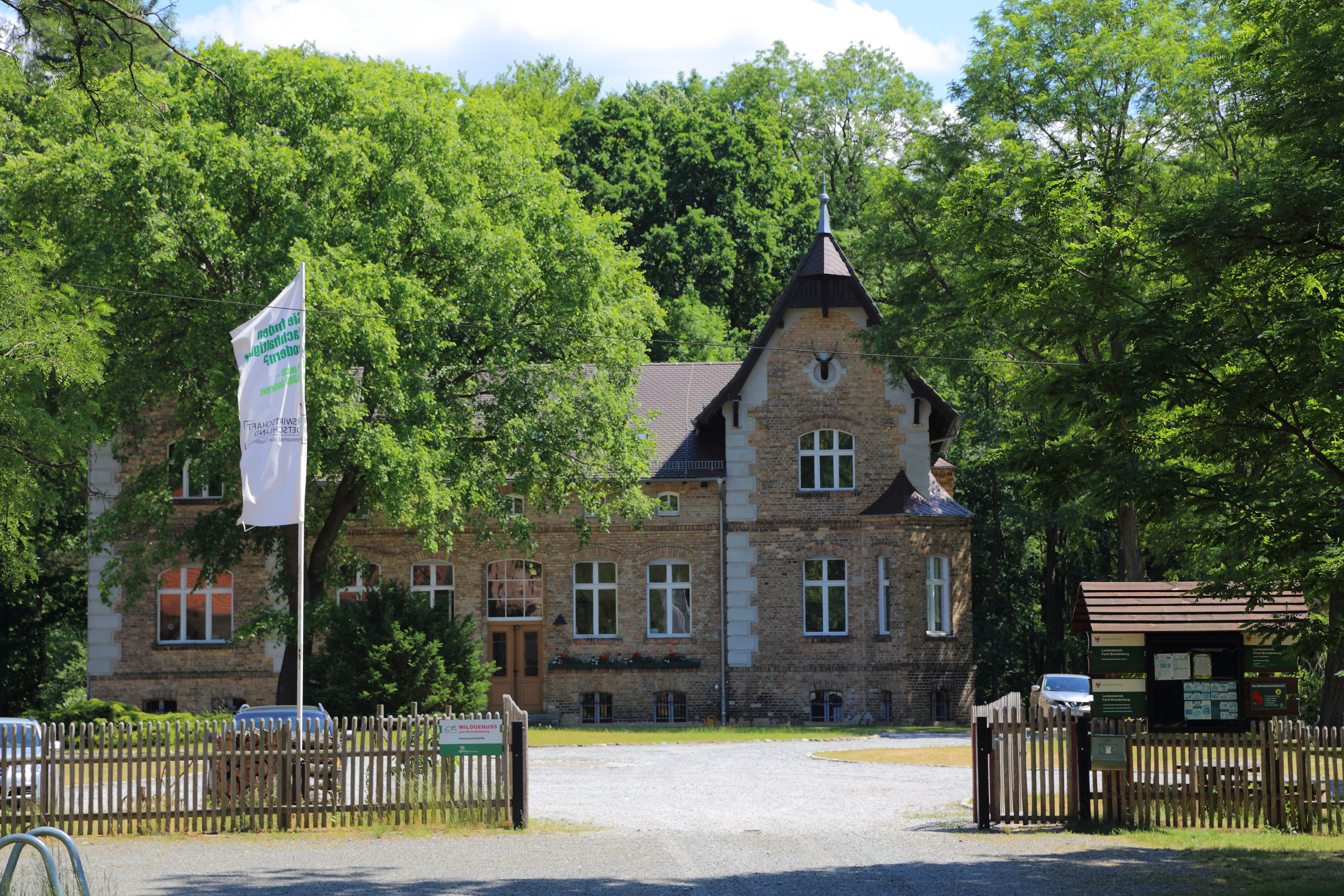
Oberförsterei Hammer

1711 hatte sich Löpten ein wenig von den Kriegseinwirkungen erholt. Es gab sechs Giebel (=Wohnhäuser), den Hirten und zwei Kostknechte. Sie gaben für 12 Hufen ja vier Groschen Abgaben. Im 18. Jahrhundert erwarb König Friedrich Wilhelm I. das Dorf. Unter seiner Federführung wurde das Land urbar gemacht. Er nutzte das waldreiche Gebiet zur Jagd und ließ in Hammer die Oberförsterei errichten. 1743 entstand ein einzelnes Vorwerk mit einer Schäferei. Dort gab es zwei Familienhäuser. Außerdem erschien in diesem Jahr erstmals das Vorwerk Buschmeierei, das älteren Ursprungs gewesen sein muss, da es „vor diesem ein bewohntes Dorf gewesen“ sein soll. 1771 lebten im Ort ein Hirte, ein Schäfer, ein Großknecht und ein Kleinknecht. Sie gaben für acht Hufen je vier Groschen. Die anderen Hufen waren in Groß Köris abgabepflichtig geworden. 1773 erschien ein prinzliches Vorwerk.

### 19. Jahrhundert
1801 sind zwei Büdner, 12 Einlieger, eine Schäferei und 12 Feuerstellen (=Haushalte) überliefert. In der Gegend rund um die Dorfaue entstanden in den Jahren 1800 bis 1870 Gebäude für Tagelöhner. Es gab 1840 das Vorwerk und die Kolonie Buschmeierei und Replinchen mit insgesamt 23 Wohnhäusern. Anfang des 19. Jahrhunderts gründete sich eine Freiwillige Feuerwehr. 1858 bestand der Ort aus der Kolonie mit dem Rittergut Löpten sowie der Buschmeierei. Dort lebten ein Pächter mit neun Knechten und Mägden sowie 25 Tagelöhnern. Es gab 13 nebengewerbliche Landwirte und 14 Besitzungen. Die größte Besitzung war 2655 Morgen groß. 13 weitere Besitzungen waren zwischen fünf und 30 Morgen groß und kamen zusammen gerade einmal auf 70 Morgen. Es hatte sich mittlerweile ein Schneidermeister mit einem Lehrling im Ort niedergelassen. Der Ort wuchs, hatte 1860 14 Wohnhäuser sowie 13 Wirtschaftsgebäude. Hinzu kamen fünf Wohnhäuser und sieben Wirtschaftsgebäude in der Domäne; die Einwohnerzahl stieg 1875 auf 172 Einwohner. Sie begannen im August 1891 mit dem Bau einer eigenen Schule, die ein Jahr später eröffnet werden konnte. Damit entfiel für die Kinder der Weg nach Klein Köris. 1894 errichtete ein Unternehmer eine Ziegelei. In dieser Zeit erfolgte 1896 der Ausbau des Knüppeldamms nach Groß Köris zu einer befestigten Straße.

### 20. Jahrhundert

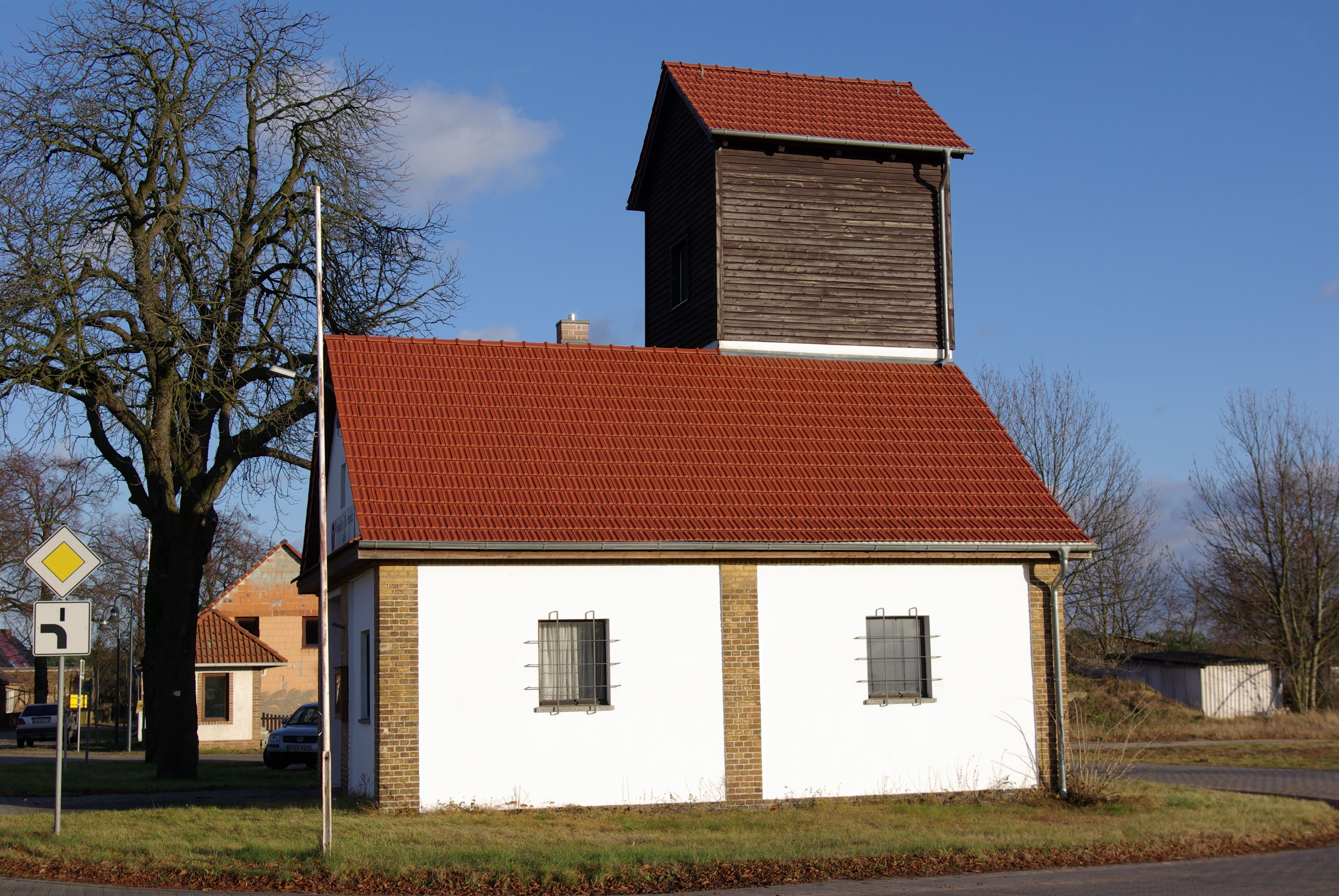
Gebäude der Freiwilligen Feuerwehr Löpten

Vor 1900 betrieb die Familie Woblick im Ort eine Gaststätte. Es gab im Dorf 20 und in der Domäne acht Häuser. 1907 errichteten Handwerker für den Kaiser Wilhelm II. an der Straße Zur Buschmeierei ein Jagdschloss mit 16 Zimmern auf drei Etagen. Überlieferungen zufolge soll er es jedoch nur einmal besucht haben. Vermutlich um 1909 kam durch den Gastwirt August Hentze an der Dorfstraße die Gaststätte Deutsche Eichen in einem eingeschossigen Bauwerk hinzu. 1920 übernahm sein Bruder Ernst Hentze I. den Betrieb. Im gleichen Jahr pachtete der Bankdirektor August Weber die Domäne Löpten, die auch die Ziegelei umfasste. Auf seine Initiative hin baute das Land eine Verbindungsstraße nach Groß Köris, die Bahnhofstraße, die von Norden kommend durch Löpten-Nord führt. Sie zweigt an der Straße Zum Finkenherd in westlicher Richtung ab und wird aufgrund ihrer Lage gelegentlich auch als Löptener Dreieck bezeichnet. Weber setzte sich weiterhin dafür ein, dass der Ort einen Anschluss an das elektrische Stromnetz erhielt und die Arbeiterwohnungen saniert wurden. Nördlich des Löptener Dreiecks ließ er mit Hilfe einer Wohnungsbaugesellschaft insgesamt 16 Arbeiterhäuser errichten, die im 21. Jahrhundert am Weberweg stehen. Unter Weber wurde im Zentrum des Ortes in den 1920er Jahren ein Feuerwehrhaus errichtet sowie auf dem östlich gelegenen Friedhof eine Kapelle erbaut. Etwa zur gleichen Zeit wurde die Gaststätte um ein weiteres Geschoss mit einem großen Saal aufgestockt, den unter anderem ein Turnverein nutzte. Zu dieser Zeit lebten 1925 insgesamt 275 Einwohner im Ort. Im Jahr 1928 wurde die Domäne mit dem Gutsbezirk einschließlich Försterei, Ausbau Buschmeierei und Ziegelei mit dem Gemeindebezirk von Löpten vereinigt. 1929 wurden Teile des Gutsbezirks des Hammerschen Forstes, die Oberförsterei Hammer, das Chausseehaus Hammer, das Sekretärgehöft Hammer, das Pächtergehöft Hammer sowie as Forsthaus Klein-Hammer nach Löpten eingemeindet. 1931 gab es 44 Wohnhäuser. 1932 wurde eine steinerne Brücke über den Löptener Hauptgraben errichtet, mit der die Verbindung nach Klein Köris und Groß Köris verbessert wurde. Im gleichen Jahr wurde die Oberförsterei in Hammer sowie die Forsthäuser Buschmeierei und die Gemarkung um Klein Hammer nach Löpten eingemeindet.
In der Zeit des Nationalsozialismus wurde der Bankdirektor Weber gezwungen, die Domäne Löpten aufzugeben. Historiker vermuten, dass ein Grund seine jüdische Ehefrau war. Aufgrund der einsetzenden Kriegshandlungen konnten die Ziegel nicht mehr per Lkw transportiert werden. Die neuen Besitzer nutzten eine Feldbahn, um das Material zum Hafen nach Klein Köris zu bringen. Im August 1941 wurde der Betrieb schließlich eingestellt und die Tongrube geflutet. Dadurch entstand im Südwesten der Gemarkung der Tonsee. Im Zweiten Weltkrieg wurde der Ort durch Kriegseinwirkungen teilweise zerstört; die Gaststätte geschlossen. Den rechten Teil des Schulgebäudes mit der Lehrerwohnung zerstörte eine Bombe. Am 27. April 1945 erreichte die Rote Armee den Ort und besetzte das Jagdschloss.
Nach dem Ende des Krieges führte der Zuzug von Umsiedlern dazu, dass 1946 insgesamt 285 Personen im Ort lebten. Sie wurden vom ersten Bürgermeister Friedrich Tietz betreut, der unter anderem auch die Bodenreform begleitete. Insgesamt wurden 299 Hektar Staatsforst und Domäne enteignet, davon wurden 265 Hektar neu aufgeteilt. 33 Bauern erhielten in Summe 16 Hektar Land, weiter 17 Bauern nochmals 50 Bauern. Zwei Bauern bekamen zusammen 13 Hektar, die verbleibenden 162 Hektar wurden auf 23 Altbauern verteilt. Die Umsiedler nutzten zum Teil Baustoffe aus dem inzwischen verwaisten Jagdschloss, um neue Gebäude daraus zu errichten. Auf dem Gelände der Ziegelei entstand die Baustoffe Teupitz GmbH, ein Zweigbetrieb der ehemaligen Deutschen Arbeitsfront. Nach seiner Beschlagnahmung durch den Alliierten Kontrollrat gründete sich 1956 Gipsplatten & Holzkohle Löpten Kreis Teltow, die rund 30 Arbeiter beschäftigte. Um 1950 war bereits eine Korbwarenfabrik entstanden. In diesem Jahr gab es das Dorf Löpten mit den Wohnplätzen Siedlung, Ziegelei, ehemaliger Gutshof, Försterei Buschmeierei und Försterei Löpten. Anfang der 1950er Jahre wurde der Schulbetrieb eingestellt; danach besuchten die Kinder die Schule in Groß Köris. Dort brannte 1960 eine Schulbaracke, was dazu führte, dass die Schüler vorübergehend wieder in Löpten unterrichtet wurden. 1957 eröffnete im Gebäude der ehemaligen Gaststätte ein Konsum. Der Haupterwerb der Bevölkerung blieb jedoch die Landwirtschaft: Um 1960 existieren im Ort insgesamt 27 Bauernhöfe. Sie wurden ab 1958 nach und nach in die LPG 8. Mai mit gemeinsamer Bodenbewirtschaftung vom Typ I, ab 1960 mit gemeinsamer Viehhaltung vom Typ III kollektiviert. Sie hatte zunächst nur fünf Mitglieder, die gemeinsam 48 Hektar landwirtschaftliche Nutzfläche bewirtschafteten. Im gleichen Jahr entstand weiterhin die LPG Einigkeit vom Typ I. Sie schlossen sich mit Wirkung zum 1. Januar 1968 mit den LPGn aus Halbe, und Groß Köris zur LPG Vereinte Kraft mit Sitz in Löpten zusammen. Insgesamt wurden nach dem Krieg 299 Hektar Staatsforst sowie die Domäne enteignet und 265 Hektar neu verteilt.
In den Jahren 1966 bis 1969 holzten Arbeiter im östlichen Teil der Gemarkung insgesamt 70 Hektar Wald ab und bauten einen von der NVA militärisch genutzten Feldflugplatz mit einer 2.350 Meter langen Landebahn, die aus Rasen bestand. Lediglich die Rückrollbahn wurde in Beton erstellt. Neben Unterkünften für Soldaten entstanden ein Tanklager sowie ein Munitionslager. In der Mitte des 20. Jahrhunderts legten die Bewohner einen See südwestlich des Ortskerns trocken, um es für die Landwirtschaft zu nutzen. 1972 wandelte sich die LPG I in einen Typ III um. In der Zeit nach 1970 wurde der Flugplatz ausgebaut und mehrere Bunkeranlagen errichtet. Im West-Berliner Ortsteil Lichtenrade wurde 1970 die Löptener Straße nach der in der damaligen DDR liegenden Ortschaft benannt. Im Jahr 1973 gab es die LPG mit dem Betriebsteil Löpten, die Revierförsterei Löpten und Buschmeierei Löpten, den Betrieb Korbwaren Löpten sowie die Ziegelei des Staatlichen Forstwirtschaftsbetriebs. 1975 gliederte sich aus der LPG die Feldwirtschaft aus und wurde ab 1. Januar 1981 als Kooperative Abteilung Pflanzenproduktion in Halbe weitergeführt.
Die Wende führte auch in Löpten zu teilweise erheblichen Veränderungen. Der Konsum schloss und das Gebäude wird seit dieser Zeit als Zweifamilienhaus genutzt. Der Flugplatz wurde mangels fehlender fliegerischer Verwendung zurückgebaut, während die LPG als Agrargenossenschaft Löpten – Briesen e.G. zum 30. Juni 1991 weitergeführt wurde. Die Grundstücke wurden an die Eigentümer zurückgegeben und zum Teil wieder an die Agrargenossenschaft verpachtet. Der Schwerpunkt liegt seit diesem Zeitpunkt in der Tierhaltung. 1992 bauten Handwerker den einstigen Speiseraum sowie die Verwaltungsräume der LPG zu einer Gaststätte mit Vereinszimmer um. Ebenfalls umgewandelt wurde der Getreidespeicher, in dem ein Hotel mit 13 Zimmern eingerichtet wurde. Der Kuhstall der LPG fungiert seither als Reiterhof mit angeschlossenem Hotel, Streichelzoo und Gastronomie.

## 21. Jahrhundert
2001 sanierte die Gemeinde das Feuerwehrhaus; ein Jahr später wurde der Brückenbau über den Löptener Hauptgraben durch einen Neubau ersetzt. Am 26. Oktober 2003 wurde der Ort in die Gemeinde Groß Köris eingegliedert. Der seit 1990 amtierende Bürgermeister Friedrich Schönfeld wurde damit Ortsbürgermeister von Löpten. Im Juli 2007 drehte der Regisseur Bryan Singer auf dem ehemaligen Flugplatz Teile des Spielfilms Operation Walküre – Das Stauffenberg-Attentat mit Tom Cruise in der Hauptrolle. Im Zuge der Dreharbeiten entstand eine Nachbildung des Führerhauptquartiers Wolfsschanze.

## Bevölkerungsentwicklung
| Jahr      | 1734 | 1772 | 1801 | 1817                            | 1840                                | 1858                                 | 1895 | 1925                  | 1939 | 1946 | 1964 | 1971 |
| Einwohner | 94   | 67   | 85   | 175 mit Hammer und Buschmeierei | 162 mit Buschmeierei und Replinchen | Dorf 79, Domäne 22 ohne Buschmeierei | 196  | 295 und 6 (Försterei) | 406  | 419  | 307  | 319  |

## Sehenswürdigkeiten

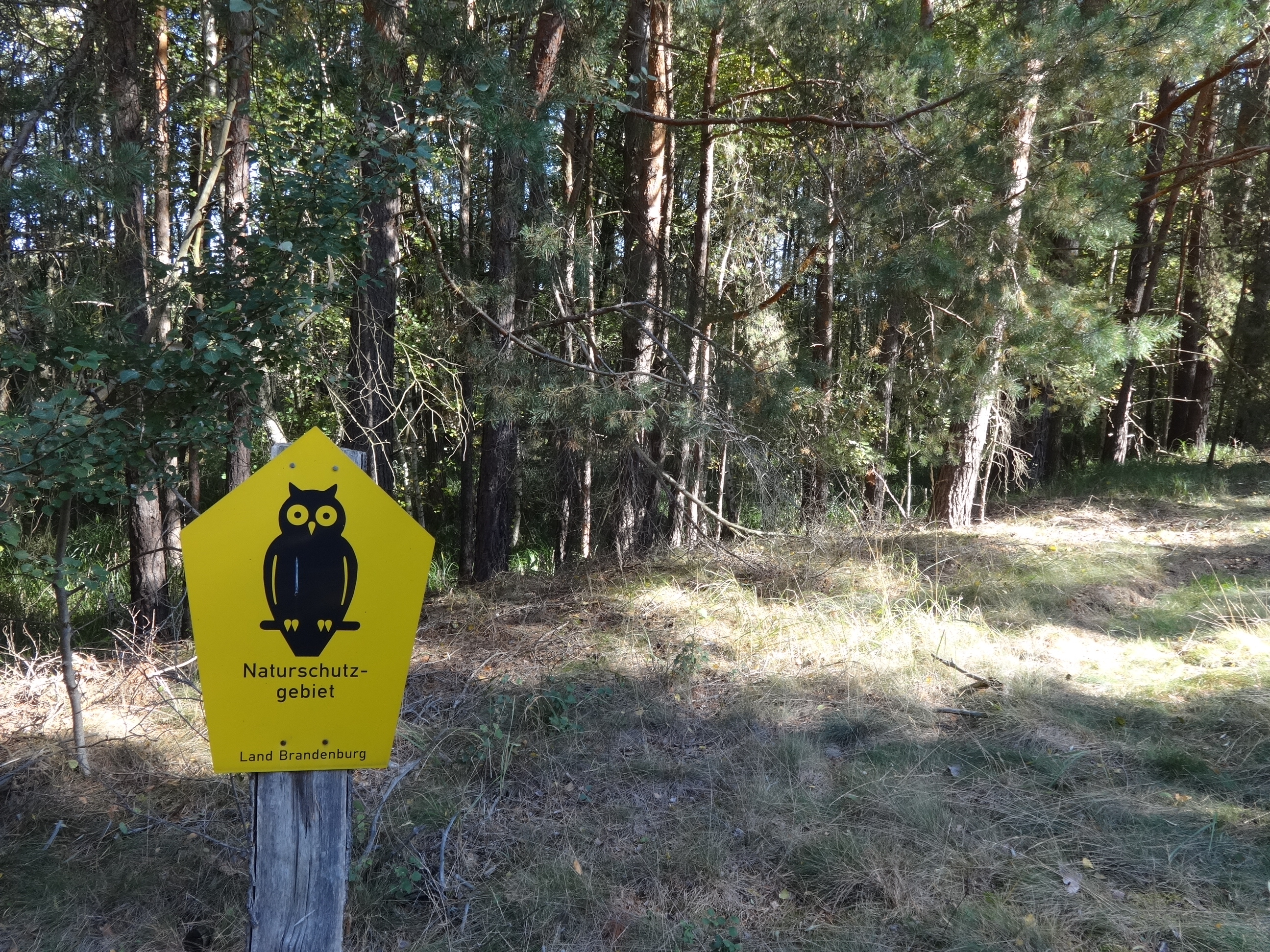
Naturschutzgebiet Löptener Fenne–Wustrickwiesen

- Das Gebäude in der Dorfstraße 20 diente zunächst als Schule, später als Konsum-Lebensmittelladen und im 21. Jahrhundert als Gemeindebüro.
- Das Gebäudeensemble rund um die Oberförsterei Hammer mit dem Oberförstereigehöft, einen Forsthaus, Stallanlagen und Gärten steht unter Denkmalschutz.
- Naturschutzgebiet Löptener Fenne–Wustrickwiesen
- Flächennaturdenkmal Siebsluch
- Freilichtmuseum Germanische Siedlung Klein Köris mit insgesamt 40 rekonstruierten Gebäuden, darunter auch die Fundamente zweier Kalköfen, mehrerer Langhäuser sowie einiger Gruben- und Webhäuser.

## Wirtschaft und Infrastruktur

### Wirtschaft
Im Primärsektor arbeiten eine Agrargenossenschaft sowie weitere Landwirte. Daneben existieren einige Handwerksunternehmen und Dienstleister. Gastronomen und Hoteliers, aber auch Privatpersonen bieten Unterkünfte für Touristen an.

### Verkehr
Die Bundesautobahn 13 verläuft westlich der Gemarkung am Ort vorbei. Über die nördlich gelegene Anschlussstelle Groß Köris sowie die südlich gelegene Anschlussstelle Teupitz bestehen zwei Verbindungen nach Westen. Nach Osten hin verläuft die Bundesstraße 179 ebenfalls in Nord-Süd-Richtung durch den Ort. Damit wird eine Verbindung zur Bundesstraße 246 im Norden sowie zur Gemeinde Märkisch Buchholz im Süden hergestellt. Auf der Gemarkung von Hammer besteht wasserseitig über den Stintgraben eine Verbindung zu den nördlich gelegenen Teupitzer Gewässern. Die Bus-Linien 726 und 727 der Regionalen Verkehrsgesellschaft Dahme-Spreewald stellen eine Anbindung nach Teupitz und Königs Wusterhausen her.

## Regelmäßige Veranstaltungen
- Rosenbaumfest
- Fastnacht